# Neue Straße 16 (Magdeburg)

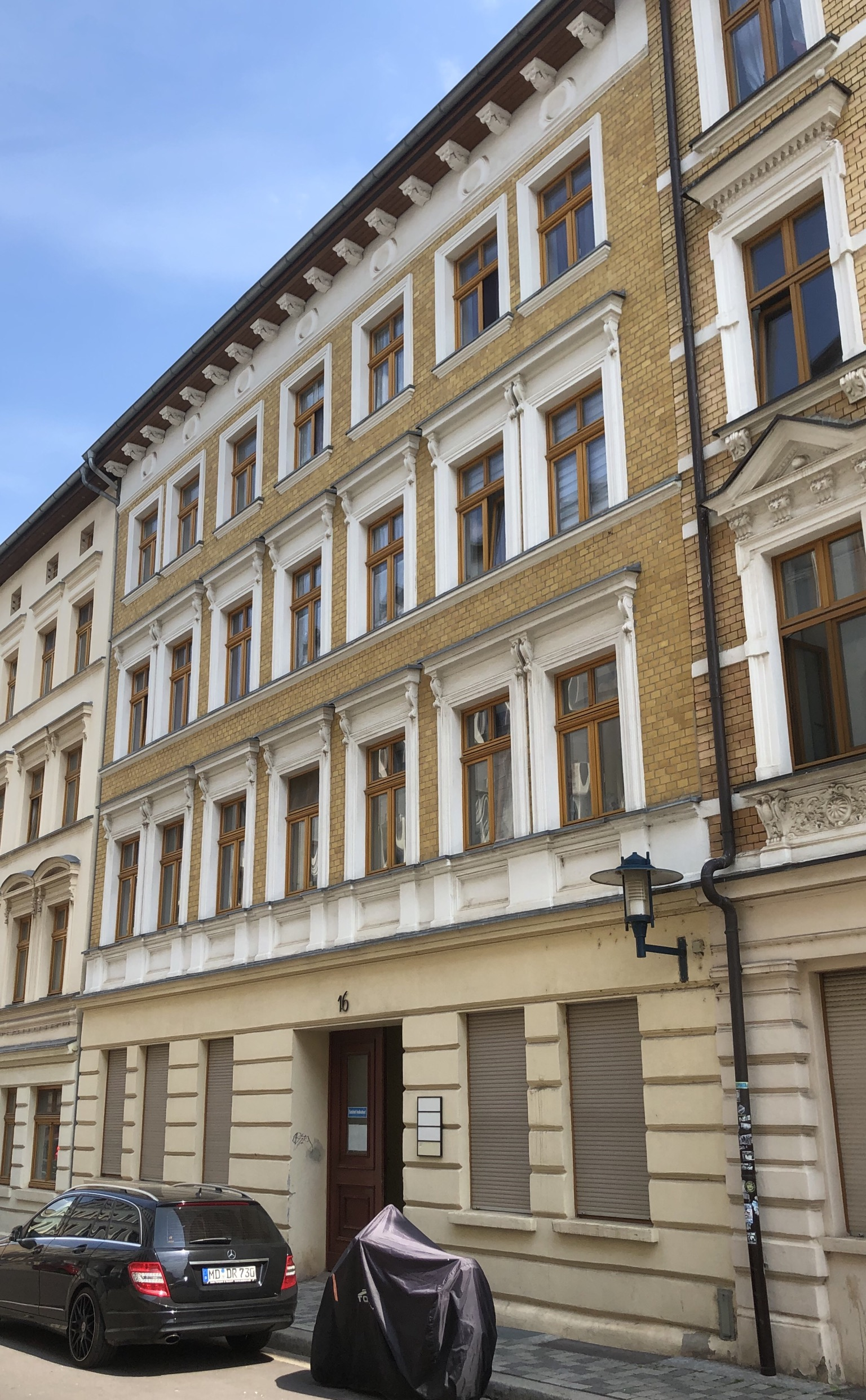
Wohnhaus Neue Straße 16

Das Gebäude Neue Straße 16 ist ein denkmalgeschütztes Wohnhaus in Magdeburg in Sachsen-Anhalt.

## Lage
Es befindet sich auf der Südseite der Neuen Straße im Magdeburger Stadtteil Buckau. Westlich grenzt das gleichfalls denkmalgeschützte Haus Neue Straße 15, östlich das Haus Neue Straße 17 an.

## Architektur und Geschichte
Das viergeschossige Wohnhaus wurde im Jahr 1886 vom Zimmermeister Aug. Wischeropp für die Witwe Erhard errichtet. Die Fassade des repräsentativ gestalteten Baus ist siebenachsig im Stil der Neorenaissance ausgeführt. Sie besteht aus gelben Ziegeln und verputzten Flächen. Im Erdgeschoss besteht eine Bandgliederung. Hier sind jeweils die beiden äußeren Achsen dichter zueinander gesetzt. An das Hauptgebäude schließt nach hinten ein Seitenflügel an.
Im örtlichen Denkmalverzeichnis ist das Wohnhaus unter der Erfassungsnummer 094 82622 als Baudenkmal verzeichnet.
Das Gebäude ist als Teil der erhaltenen gründerzeitlichen Straßenzeile als prägend für das Straßenbild und gilt als Beispiel eines typischen Mietshauses der Bauzeit.